# Marian Fronczek
Marian Fronczek (ur. 12 września 1929 w Radoryżu, zm. 2 listopada 2018 w Piasecznie) – polski dyplomata, ambasador w Laosie (1986–1991).

## Życiorys
Syn Franciszka i Julianny. Do gimnazjum uczęszczał w Łukowie (1945–1949). Należał do ZHP. Od 1948 członek Związku Młodzieży Polskiej, od 1950 Polskiej Zjednoczonej Partii Robotniczej. W 1951 zdał maturę. W latach 1951–1954 studiował w Szkole Głównej Służby Zagranicznej, uzyskując dyplom w zakresie historyczno-prawnym. Od listopada 1954 do 1955 był cenzorem w Głównym Urzędzie Kontroli Prasy, Publikacji i Widowisk w Warszawie. Następnie, do sierpnia 1967 pracował w olsztyńskim oddziale, w tym przez 11 lat jako jego naczelnik. W latach 1967–1968 pracował jako kierownik kancelarii w Międzynarodowej Komisji Nadzoru i Kontroli w Laosie. Po powrocie podjął pracę jako starszy radca w Ministerstwie Spraw Zagranicznych. Przebywał w Ambasadzie w Paryżu (1970–1975 jako konsul i wicekonsul, jako 1978–1982 I sekretarz). W 1978 ukończył Podyplomowe Studium Służby Zagranicznej Wyższej Szkoły Nauk Społecznych przy KC PZPR. W Olsztynie oraz na placówkach był kilkakrotnie I sekretarzem POP PZPR. Od października 1982 do 1986 doradca ministra – kierownik Wydziału ds. Polonii w Departamencie Konsularnym MSZ. Od czerwca 1986 do ok. 1991 sprawował funkcję ambasadora PRL w Laosie.
Pod koniec życia mieszkał w Piasecznie. Pochowany na Cmentarzu Komunalnym Południowym w Antoninowie.